# 바이자드
바이저드(Vaizard, 가면의 군세)는 블리치에 나오는 집단이다. 호로의 힘을 가진 사신의 집단으로 호로 특유의 힘을 발휘한다. 본래 호정 13대 대장, 부대장과 귀도중의 부귀도장으로 아이젠 소스케의 음모에 빠져 호로화 실험을 당한 뒤 우라하라 키스케 및 2인과 현세로 도피하게 된다. 호로의 힘이 발현한 사신은 정신세계에 호로의 인격이 태어나고 이것을 제어하지 않으면 원래의 인격이 호로의 인격에 삼켜진다.
이걸 막는 방법은 우라하라 키스케가 찾아냈다고 한다.

## 멤버
히라코 신지(平子眞子)
- 성우: 오노사카 마사야/ 강수진(투니버스), 남도형(애니맥스)
- 176cm, 60kg, 5월 10일 생
- 경력: 현(現) 소울 소사이어티 호정 13대 5번대 대장
- 참백도 시해: 역무(逆撫)
- 참백도 시해 언령: "쓰러져라, 역무."
- 참백도 만해: 역양사팔보색(逆様邪八宝塞)

오사카 사투리를 사용한다. 101년 전, 아이젠 소스케가 비밀리에 진행하던 사신의 호로화 실험에 말려들어 바이저드가 되었다. 5번대 대장 재임 당시(110년 전)에는 장발이었으나 지금은 단발의 바가지 머리를 하고 있다. 바이저드의 리더 격으로, 학교에서 쿠로사키 이치고에게 접근하여 호로화를 배우도록 한 장본인이다. 평소엔 얼빠진듯 하다가도 중요한 순간에는 냉철한 모습을 보여준다. 아이젠의 반란이 끝난 후 5번대 대장으로 복귀한다.
무구루마 켄세이(六車拳西)
- 성우 - 스기타 토모카즈/ 임채헌(애니맥스)
- 179cm, 75kg, 7월 30일 생
- 경력: 현(現) 소울 소사이어티 호정 13대 9번대 대장
- 참백도 시해: 단풍(斷風)
- 참백도 시해 언령: "날려버려라,단풍."
- 참백도 만해: 철권단풍(鐵拳斷風)

101년 전, 아이젠 소스케가 비밀리에 진행하던 사신의 호로화 실험에 말려들어 바이저드가 되었다. 무뚝뚝하고 다혈질인 성격이지만 동료애가 끈끈한 인물로, 부대장인 쿠나 마시로에게 곧잘 화를 내면서도 아끼고 챙겨준다. 과거 호로에게 공격당하던 히사기 슈헤이를 구해준 적이 있다. 아이젠의 반란이 끝난 후 9번대 대장으로 복귀한다. 그리고 자신이 구해준 히사기를 부대장으로 두면서 만해 수련까지 도와준다.
사루가키 히요리(猿柿ヒヨリ)
- 성우 - 타카기 레이코/ 한경화(애니맥스)
- 133cm, 26kg, 8월 1일 생
- 경력

1. 전(前) 소울 소사이어티 호정 13대 12번대 부대장
2. 전(前) 기술개발국 연구실장

- 참백도 시해: 괵대사(馘大蛇)
- 참백도 시해 언령: "동강내라, 괵대사."
- 참백도 만해: 아직 등장하지 않음.

101년 전, 아이젠 소스케가 비밀리에 진행하던 사신의 호로화 실험에 말려들어 바이저드가 되었다. 당시 12번대 대장이었던 우라하라 키스케의 부관이다. 우라하라가 대장이 된 이유는 전 대장인 히키후네 키리오가 0번대로 승격되었기 때문인데, 문제는 이 녀석이 히키후네 키리오를 어머니만큼이나 잘 따랐다는 것이다. 그래서인지 우라하라의 말을 잘 안 듣는 듯한 모습도 보인다. 기술개발국 설립 이후 3석인 쿠로츠치 마유리가 자신에게 명령질하는 거에 아예 기물을 부숴가며 난동피우는 걸 보면 그냥 다혈질인 듯하다. 쿠로사키 이치고의 호로화 훈련을 도와주었다. 발랄하면서도 난폭한 성격이며, 히라코 신지와 자주 티격태격한다. 소스케의 도발을 참지 못하고 달려들다가 이치마루 긴에게 몸이 두동강 났으나, 우노하나 야치루의 도움으로 목숨을 건진다.
아이카와 라부(愛川羅武/ラブ) 또는 러브
- 성우 - 이나다 테츠/ 장민혁(애니맥스)
- 경력: 전(前) 소울 소사이어티 호정 13대 7번대 대장
- 참백도 시해: 천구환(天拘丸)
- 참백도 시해 언령: "쳐부숴라, 천구환."
- 참백도 만해: 아직 등장하지 않음.

101년 전, 아이젠 소스케가 비밀리에 진행하던 사신의 호로화 실험에 말려들어 바이저드가 되었다. 7번대 대장 재임 당시에는 아프로헤어를 하고 있었으나, 지금은 그 때와는 조금 다른 헤어스타일이다. 만화책을 즐겨 읽는다. 바이저드 사이에서는 러브라는 별명으로 불린다.
야도마루 리사(矢胴丸リサ)]
- 성우 - 이시즈카 사요리/ 이소은(애니맥스)
- 162cm, 47kg, 2월 3일 생
- 경력: 전(前) 소울 소사이어티 호정 13대 8번대 부대장(110년 전)-》8번대 대장(완결 시점)
- 참백도 시해: 철장청령(鐵漿蜻蛉)
- 참백도 시해 언령: "짓뭉개라, 철장청령." ← 정발본에 따르면, 오오마에다 마레치요의 참백도 시해 언령과 일치한다. 이는 오역으로 추정된다.
- 참백도 만해: 아직 등장하지 않음.

101년 전, 아이젠 소스케가 비밀리에 진행하던 사신의 호로화 실험에 말려들어 바이저드가 되었다. 고집이 센 성격으로 관서 지방 사투리를 사용한다. 성인 만화책을 즐겨 읽는다.
오오토리바시 로쥬로(鳳橋楼十朗/ロズ) 또는 로즈
- 성우 - 카시히 쇼토/ 박성태(애니맥스)
- 경력: 현(現) 소울 소사이어티 호정 13대 3번대 대장
- 참백도 시해: 금사라(金沙羅)
- 참백도 시해 해방 언령: "연주하라, 금사라."
- 참백도 만해: 금사라 무용단(金沙羅 舞踊團)

101년 전, 아이젠 소스케가 비밀리에 진행하던 사신의 호로화 실험에 말려들어 바이저드가 되었다. 3번대 대장 재임 당시나 지금이나 신사적인 복장에 정 많은 태도를 보이고 있다. 감수성이 풍부하고, 정의롭지 못한 행동을 차마 눈 뜨고 못 보는 성격을 지녔다. 바이저드 사이에서는 로즈라는 별명으로 불린다. 아이젠의 반란이 끝난 후 3번대 대장으로 복귀한다.
우쇼다 하치겐(有昭田鉢玄) 또는 하치
- 성우 - 나카사코 타카시/ 시영준(애니맥스)
- 257cm, 377kg, 9월 8일 생
- 경력: 전(前) 소울 소사이어티 귀도중 부귀도장
- 귀도중은 참백도를 소지하지 않음

101년 전, 아이젠 소스케가 비밀리에 진행하던 사신의 호로화 실험에 말려들어 바이저드가 되었다. 바이저드들에게 하치(Hatch)라는 별명으로 불리며, 경력에서 알 수 있듯 매우 강력한 귀도 실력을 지녔다. 바라간 루이젠번의 레스피라에 접촉하여 노화 중인 오른팔을 결계로 절단, 바라간의 몸 속으로 전송하여 스스로의 능력에 의해 노화하게 함으로써 그를 처치하였다.
쿠나 마시로(久南白)
- 성우 - 칸다 아케미/ 안영미(투니버스),(애니맥스)
- 153cm, 37kg, 4월 1일 생
- 경력: 전(前) 소울 소사이어티 호정 13대 9번대 부대장
- 참백도 시해: 아직 등장하지 않음.
- 참백도 시해 언령: 아직 등장하지 않음.
- 참백도 만해: 아직 등장하지 않음.

101년 전, 아이젠 소스케가 비밀리에 진행하던 사신의 호로화 실험에 말려들어 바이저드가 되었다. 처음부터 15시간 이상 호로화 상태를 지속시키는 것이 가능했다. 단순하고 순진하며 어리광을 잘 부린다. 대장인 무구루마 켄세이와는 늘 아웅다웅하지만 친밀한 관계이다.